# Chaoilta vultuosa
Chaoilta vultuosa är en stekelart som först beskrevs av Smith 1858.  Chaoilta vultuosa ingår i släktet Chaoilta och familjen bracksteklar. Inga underarter finns listade i Catalogue of Life.